# Кудрівська сільська рада
Ку́дрівська сільська́ ра́да — адміністративно-територіальна одиниця та орган місцевого самоврядування в Сосницькому районі Чернігівської області. Адміністративний центр — село Кудрівка.

## Загальні відомості
Кудрівська сільська рада утворена у 1920 році.
- Територія ради: 66,62 км²
- Населення ради: 1 059 осіб (станом на 2001 рік)

## Населені пункти
Сільській раді були підпорядковані населені пункти:
- с. Кудрівка
- с. Ляшківці

## Склад ради
Рада складалася з 14 депутатів та голови.
- Голова ради: Гордієнко Ольга Миколаївна
- Секретар ради: Біжовець Тамара Григорівна

### Керівний склад попередніх скликань
| Прізвище, ім'я, по батькові | Основні відомості                                                                       | Дата обрання | Дата звільнення |
| --------------------------- | --------------------------------------------------------------------------------------- | ------------ | --------------- |
| Гордієнко Ольга Миколаївна  | Сільський голова, 1967 року народження, освіта вища, член Соціалістичної партії України | 26.03.2006   | 31.10.2010      |
| Гордієнко Ольга Миколаївна  | Сільський голова, 1967 року народження, освіта вища                                     | 31.10.2010   |                 |

Примітка: таблиця складена за даними сайту Верховної Ради України

### Депутати
За результатами місцевих виборів 2010 року депутатами ради стали:

#### За суб'єктами висування
| Суб'єкт висування                                       | Кількість обраних депутатів | %    |
| ------------------------------------------------------- | --------------------------- | ---- |
| Самовисування                                           | 5                           | 35,7 |
| Партія регіонів                                         | 4                           | 28,6 |
| Політична партія «Сильна Україна»                       | 3                           | 21,4 |
| Політична партія Всеукраїнське об'єднання «Батьківщина» | 2                           | 14,3 |

#### За округами
| № округу                                                | Прізвище, ім'я, по батькові   | Дата визнання обраним | Освіта             | Партійна приналежність                        | Відомості про обраного депутата                       |
| ------------------------------------------------------- | ----------------------------- | --------------------- | ------------------ | --------------------------------------------- | ----------------------------------------------------- |
| Партія регіонів                                         |                               |                       |                    |                                               |                                                       |
| 3                                                       | Оліхейко Тетяна Олексіївна    | 02.11.2010            | вища               | член Партії регіонів                          | Кудрівський будинок культури, директор                |
| 8                                                       | Біжовець Михайло Олексійович  | 02.11.2010            | середня            | позапартійний                                 | тимчасово не працює                                   |
| 9                                                       | Мельник Світлана Василівна    | 02.11.2010            | середня спеціальна | позапартійна                                  | Кудрівський фельдшерсько-акушерський пункт, санітарка |
| 14                                                      | Отченаш Надія Василівна       | 02.11.2010            | середня спеціальна | позапартійна                                  | Кудрівський фельдшерсько-акушерський пункт, акушер    |
| Політична партія Всеукраїнське об'єднання «Батьківщина» |                               |                       |                    |                                               |                                                       |
| 1                                                       | Мурашко Володимир Миколайович | 02.11.2010            | середня            | член Всеукраїнського об'єднання «Батьківщина» | тимчасово не працює                                   |
| 2                                                       | Біжовець Віктор Анатолійович  | 02.11.2010            | середня спеціальна | позапартійний                                 | Кудрівська загальноосвітня школа, робітник            |
| Політична партія «Сильна Україна»                       |                               |                       |                    |                                               |                                                       |
| 4                                                       | Пилипенко Наталія Михайлівна  | 02.11.2010            | середня спеціальна | член Політичної партії «Сильна Україна»       | Чорнотицьке споживче товариство, продавець            |
| 11                                                      | Лупинос Надія Іванівна        | 02.11.2010            | вища               | позапартійна                                  | Кудрівська загальноосвітня школа, вчитель             |
| 12                                                      | Бідний Віталій Володимирович  | 02.11.2010            | середня            | член Політичної партії «Сильна Україна»       | тимчасово не працює                                   |
| Самовисування                                           |                               |                       |                    |                                               |                                                       |
| 5                                                       | Артеменко Антоніна Григорівна | 02.11.2010            | середня            | член Соціалістичної партії України            | Чорнотицьке споживче товариство, продавець            |
| 6                                                       | Скиба Наталія Федорівна       | 02.11.2010            | середня спеціальна | член Соціалістичної партії України            | тимчасово не працює                                   |
| 7                                                       | Шульга Валентина Миколаївна   | 02.11.2010            | вища               | член Соціалістичної партії України            | ПСП «Старт», бухгалтер                                |
| 10                                                      | Кутєпова Людмила Анатоліївна  | 02.11.2010            | вища               | позапартійна                                  | Кудрівська загальноосвітня школа, вчитель             |
| 13                                                      | Біжовець Тамара Григорівна    | 02.11.2010            | середня спеціальна | член Соціалістичної партії України            | Кудрівська сільська рада, секретар                    |